# Juan Familia-Castillo
Juan Carlos Familia-Castillo (* 13. Januar 2000 in Amsterdam) ist ein niederländischer Fußballspieler. Der Innenverteidiger mit Wurzeln in der Dominikanischen Republik steht seit 2024 bei RKC Waalwijk unter Vertrag.

## Karriere

### Verein
Juan Familia-Castillo spielte zunächst in seiner Geburtsstadt Amsterdam bei AVV Zeeburgia, bevor er in die Fußballschule von Ajax Amsterdam gewechselt war. 2016 zog es ihn im Alter von 16 Jahren nach England in die Fußballschule des FC Chelsea. Für die U18 der Blues absolvierte Familia-Castillo 46 Pflichtspiele und schoss dabei drei Tore. Dabei wurde er mit der U18-Mannschaft 2017 Pokalsieger und Meister, 2018 gewann Juan Familia-Castillo mit dem FC Chelsea sogar das Triple. Ab 2017 spielte er für die U23 in der Premier League 2 sowie in der EFL Trophy. Am 30. August 2019 kehrte Familia-Castillo auf Leihbasis zu Ajax Amsterdam zurück. Am 13. September 2019 lief er bei der 2:3-Niederlage im Auswärtsspiel gegen BV De Graafschap erstmals für die Reservemannschaft in der zweithöchsten niederländischen Spielklasse auf. Juan Familia-Castillo erkämpfte sich einen Stammplatz und kam bis zum Saisonabbruch, die der Corona-Krise geschuldet war, in 23 Partien zum Einsatz, wobei er in jedem Spiel durchgespielt hatte. Anschließend folgten weitere Leihstationen in den Niederlanden bei AZ Alkmaar und ADO Den Haag sowie Birmingham City und Charlton Athletic in England.
Nach einem Jahr der Vereinslosigkeit unterzeichnete Familia-Castillo im Sommer 2024 einen Zweijahresvertrag bei RKC Waalwijk.

### Nationalmannschaft
Von 2014 bis 2019 absolvierte der Außenverteidiger insgesamt 49 Partien für diverse niederländische Jugendnationalmannschaften und erzielte dabei neun Treffer. Mit der U-17-Auswahl nahm Familia-Castillo an der U17-Europameisterschaft 2017 in Kroatien teil, wo die Niederländer im Viertelfinale mit 1:2 gegen Deutschland ausschieden.

## Erfolge
- U-18-Premier-League-Sieger: 2017, 2018
- FA-Youth-Cup-Sieger: 2017, 2018
- U-18-Premier-League-Cup: 2018

## Karriere
- Juan Familia-Castillo in der Datenbank von transfermarkt.de
- Juan Familia-Castillo in der Datenbank von soccerway.com
- Juan Familia-Castillo in der Datenbank von fussballzz.de